# Vaquer lluent
El vaquer lluent (Molothrus bonariensis) és un ocell americà de la família dels ictèrids de l'ordre dels passeriformes. Es cria en gairebé tota Amèrica del Sud, excepte en les selves tupides i a les muntanyes, i a Trinitat i Tobago. Recentment ha colonitzat Xile i moltes illes del Carib, aconseguint Estats Units on se'l sol trobar a Florida meridional. Les poblacions que habiten zones més meridionals i septentrionals són parcialment migratòries.